# Ferrorama
Ferrorama är en brasiliansk leksak som blev populär under 1980-talet.
Tillverkningen inleddes 1980 av Manufatura de Brinquedos Estrela och bestod av en järnväg med ånglokomotiv eller elektriskt lokomotiv eller båda, beroende på vilket set man köpte, samt olika vagnar, till exempel kolvagnar, samt passagerare med mera. Lokomotivet drevs med två 1.5-voltsbatterier i mediumstorlek.